# ピエール・ヴァリニョン

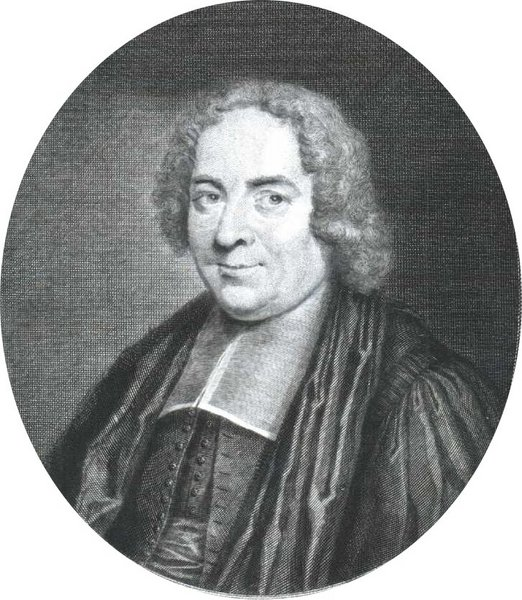
Pierre Varignon

ピエール・ヴァリニョン（Pierre Varignon, 1654年 - 1722年12月23日）はフランスの数学者である。数学の分野ではヴァリニョンの定理や対数螺線の研究で知られ、静力学の分野でのバリニオンの定理（力の平行四辺形、力のモーメントの和に関する）などでも知られる。

## 生涯
フランスの北西部の都市カーンに生まれた。カーンのイエズス会の学校に学び、カーン大学で学位を得て、翌年司祭叙階を受けた。ユークリッドの本を読み、デカルトの『幾何学』を読んで数学の研究に取り組んだ。1688年にパリのコレージュ・マザランの数学の教授となり、同じ年に科学アカデミーの会員に選ばれた。1704年にはコレージュ・ロワイエの数学の教授となった。微積分の分野を拓いたニュートン、ライプニッツやベルヌーイらと親しく、微分法のフランスにおける先駆者である。
数学の分野ではヴァリニョンの定理や対数螺旋の研究で知られ、静力学の分野ではオランダのシモン・ステヴィン(en:Simon Stevin)が記述した力の釣り合いの概念を進め、1688年に、力の平行四辺形による力の合成の概念を明確にした。また力のモーメントの概念を明確にした。1714年王立協会フェロー選出。